# Stanisław Bukowski (burmistrz)
Stanisław Bukowski (ur. 1779 w Bydgoszczy, zm. 1812 w Bydgoszczy) – burmistrz Bydgoszczy (1807-1812) w okresie Księstwa Warszawskiego.

## Życiorys
Urodził się 7 maja 1779 r. w Bydgoszczy. Był synem senatora (radnego) miejskiego Ignacego Bukowskiego. O jego latach młodzieńczych i szkolnych nie ma wiadomości. W 1801 r. ojciec przekazał mu majątek wartości 4289 talarów, w tym kamienicę na Rynku wycenioną na sumę 3577 talarów. Majątek ten stawiał go w rzędzie bogatych mieszczan bydgoskich. Majątek oraz fakt, iż był on spadkobiercą wpływowej w Bydgoszczy rodziny, posiadającej już w swoich szeregach burmistrza i radnych miejskich, ułatwiał mu drogę do funkcji publicznych w mieście.
Pomimo że był wychowany w rodzinie blisko współpracującej z pruskimi władzami zaborczymi, włączył się do działalności nowo tworzonych od końca listopada 1806 r. władz polskich. 1 grudnia 1806 r. został urzędnikiem departamentu bydgoskiego Księstwa Warszawskiego. Jako sekretarz zajmował się sprawami miast.
29 lipca 1807 Dyrektorium Generalne - tymczasowa władza Księstwa Warszawskiego, zatwierdziło propozycję dyrektora policji o mianowaniu go burmistrzem Bydgoszczy. Do lutego 1809 r., zgodnie z tymczasowymi przepisami administracyjnymi Księstwa Warszawskiego, tytułowano go prezydentem.
Burmistrz miał decydujący głos w sprawach zarządzania miastem, szczególnie do 1810 r., kiedy dopiero zaczęła funkcjonować rada miejska. Podlegał bezpośrednio prefektowi departamentu bydgoskiego. Odpowiadał za utrzymanie bezpieczeństwa i porządku publicznego za sprawiedliwy rozkład ciężarów publicznych oraz ich terminowe zbieranie. Taki zakres obowiązków sprawiał, że dochodziło do sporów burmistrza z miejscową społecznością.
Nie najlepiej układała się jego współpraca z funkcjonującą od kwietnia 1810 r. radą miejską, która podejrzewając prawdopodobnie o istnieniu nieprawidłowości w funkcjonowaniu magistratu, żądała wglądu w rachunki miejskie. Burmistrz, zasłaniając się poleceniem prefekta, próbował wymóc na radzie używanie języka polskiego w jej urzędowaniu.
W czasie wojny 1809, po krótkotrwałym zajęciu Bydgoszczy przez wojska austriackie, został przez nich wzięty jako zakładnik, wraz z kilkoma innymi znaczniejszymi mieszkańcami miasta (m.in. ks. Janem Ignacym Bocheńskim).
Władze bydgoskie pod jego przewodnictwem w trosce o interesy gospodarcze miasta, nękanego licznymi podatkami i kontrybucjami wojennymi, próbowały zwiększyć dochody miejskie przez przywrócenie postanowień starego przywileju Władysława IV, uprawniającego do pobierania cła rzecznego od statków przepływających przez Bydgoszcz. Bukowski brał także udział w pracach departamentowego dozoru szkolnego powołanego w 1809 r. Ofiarowywał prywatnie pieniądze na cele społeczne, np. 20 talarów w 1808 r. na utrzymanie szkół w departamencie bydgoskim.
Zmarł w lutym-marcu 1812 r. w Bydgoszczy, w okresie pełnienia funkcji burmistrza.